# Adam Wiśniowiecki
Adam Wiśniowiecki herbu Korybut (ur. ok. 1566, zm. 1622) – książę, właściciel majątków na terenie dzisiejszej Ukrainy i Białorusi.
Poseł na sejm 1595 roku z województwa kijowskiego. Jako wyznawca prawosławia był wybrany prowizorem przez protestancko-prawosławną konfederację wileńską w 1599 roku.
W roku 1603 na jego dworze w Brahiniu pojawił się Dymitr Samozwaniec, który miał być rzekomym, cudownie ocalałym carewiczem Dymitrem, synem Iwana IV Groźnego. Wsparł go razem ze swoim stryjecznym bratem Konstantym Wiśniowieckim.
Jako jeden z popierających Dymitra brał udział w jego wyprawie na Moskwę w roku 1606. Po upadku Dymitra zesłany do Kostromy i odesłany do kraju w 1607.
Ruszył ponownie na Moskwę wspierając Dymitra Samozwańca II, lecz szybko wrócił do kraju.